# Palazzo di Città (Piazza Armerina)
Il Palazzo di Città è un edificio storico di Piazza Armerina. 
Costruito originariamente come sede della Corte Capitanale, è attualmente un centro culturale al piano terra mentre al primo piano è diviso in due, da una parte la sala consiliare, dall'altra parte locali attualmente vuoti che hanno ospitato fino a qualche anno fa una mostra di reperti ceramici dall'epoca romana al medioevo.

## Descrizione

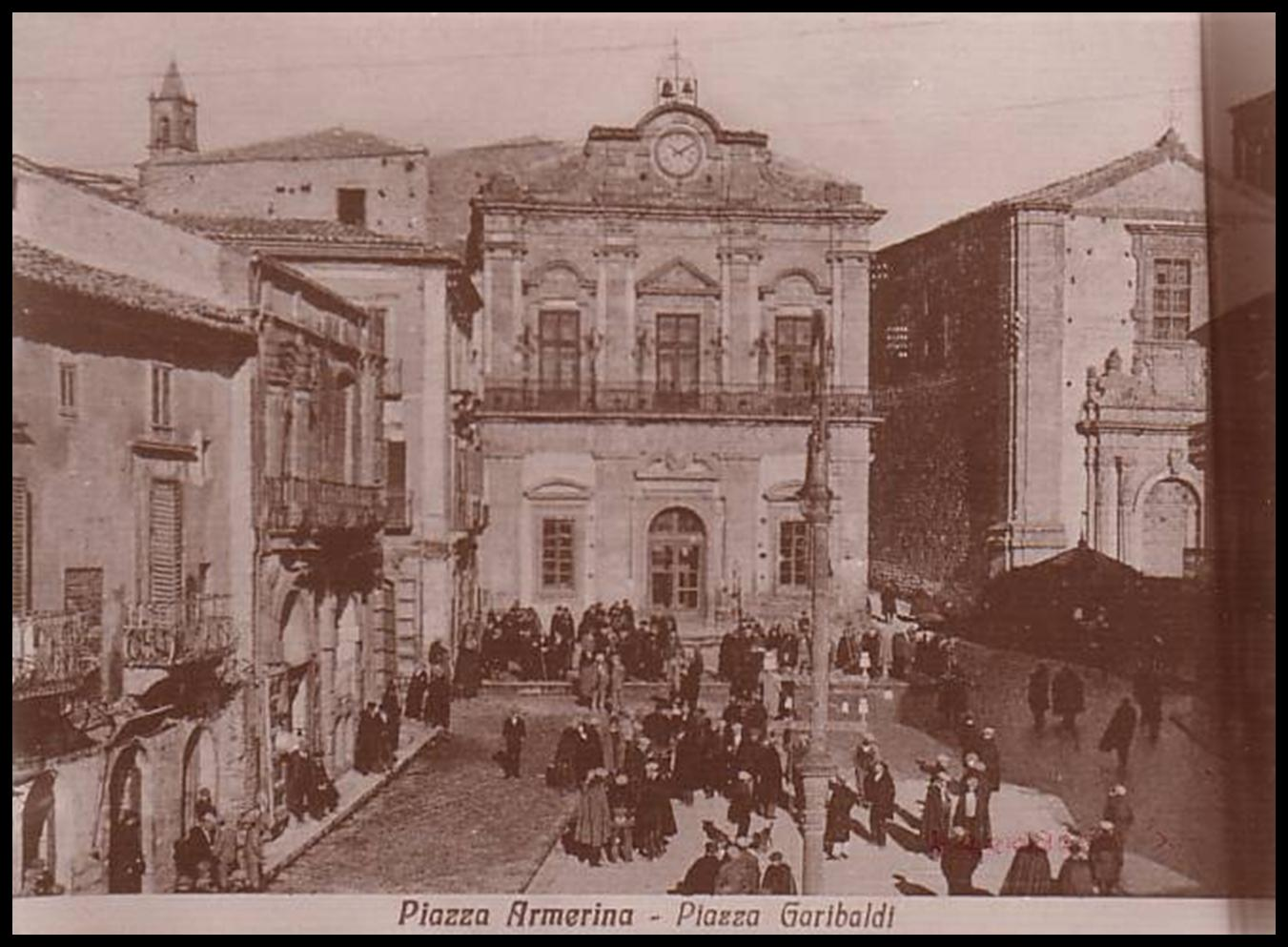
Il Palazzo di Città in una foto d'epoca

La facciata tardo barocca del Palazzo di Città si affaccia sulla piazza Garibaldi; è costituito da due ordini di lesene formate da elementi in pietre da taglio che contengono dei paramenti in mattoni crudi. Nella parte inferiore, interposti tra le lesene, risaltano il grande portale in pietra arenaria sormontato da un frontespizio accartocciato recante lo stemma della città e due finestroni a frontespizio arcato. La parte superiore è caratterizzata da tre ampi balconi comunicanti tra loro attraverso un ballatoio con ringhiera in ferro battuto che percorre tutta l'ampiezza del prospetto. Al di sopra del cornicione che conclude il secondo ordine, un particolare elemento di coronamento, contenente un orologio, definisce la facciata.
Attraverso il portale principale si accede ad un ampio salone pavimentato in marmo e caratterizzato dalla presenza di quattro grandi colonne su basamento che definiscono una zona centrale a botte lunetta separandola da due zone laterali simmetriche definite dai grandi archi e coperte con volte a crociera. Capitelli pensili definiscono la conclusione degli archi sulle pareti. Dal salone una porta conduce ad un ambiente laterale, mentre di fronte alcuni gradini conducevano ai locali retrostanti e la continuazione della scala portava al piano superiore (attualmente l'accesso del salone è murato). Al piano superiore ed ai locali retrostanti si accede da un ambiente con ingresso in via Cavour, caratterizzato da due archi da cui si diparte una scala a due rampe che conduce al piano superiore costituito da cinque ambienti comunicanti tra loro. Di essi il maggiore si affaccia con tre balconi sulla piazza Garibaldi e con uno su via Cavour, presenta la volta a padiglione interamente affrescata dal pittore palermitano Martorana. Il piano superiore è stato recentemente ripavimentato in cotto.

## Storia
La costruzione fu iniziata nel 1773 ad opera dei benedettini. Nel 1777 divenne sede del senato della città ed in seguito, anche sede di museo archeologico. Nel 1783 venne iniziata la costruzione dell'attuale facciata del Palazzo di Città con il contributo del popolo e quello cospicuo del Marchese Luigi trigona della Floresta.